# Kasteel Morsbroich

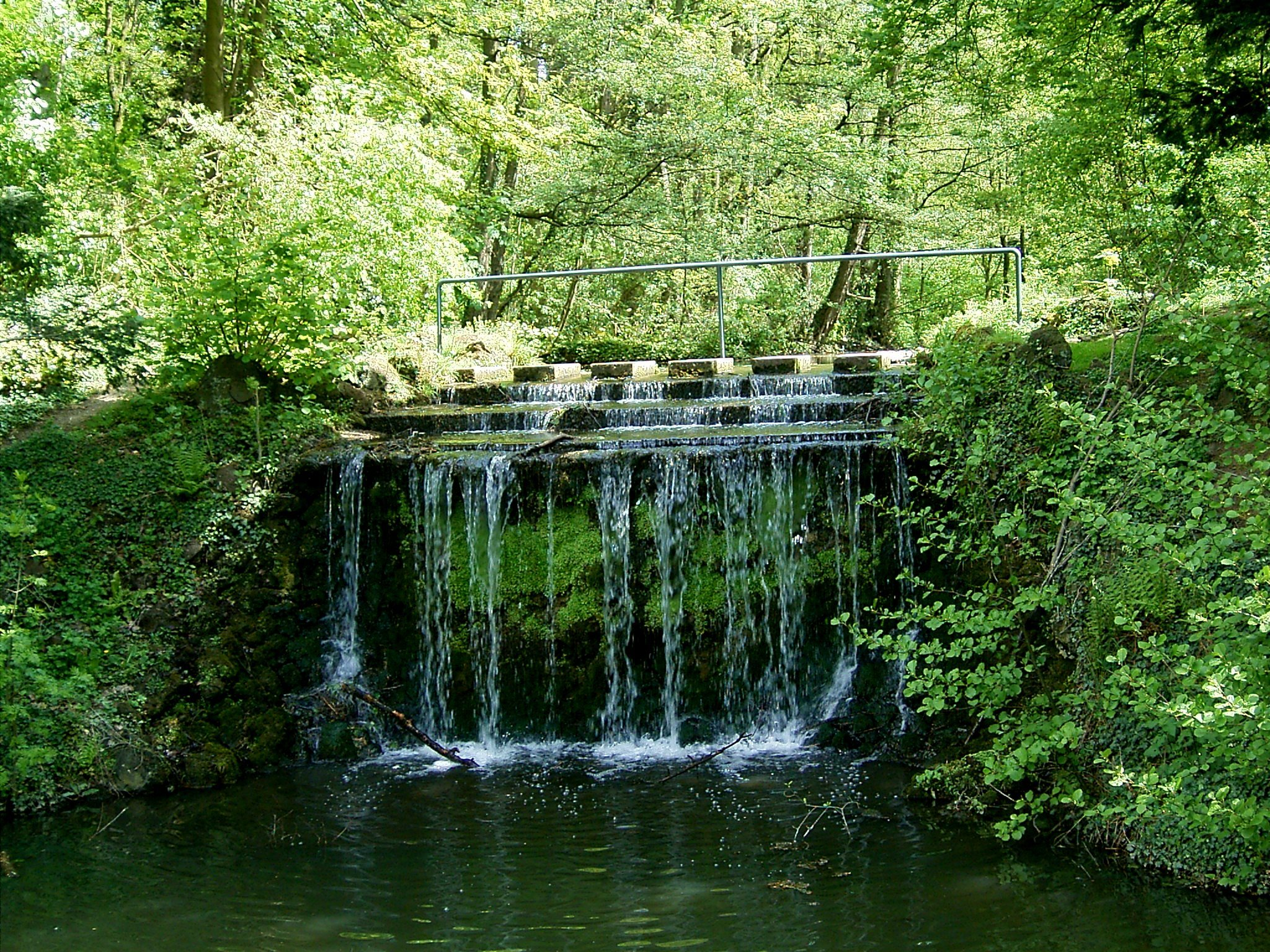
Waterval in de landschapstuin

Kasteel Morsbroich (Duits: Schloss Morsbroich) is gelegen in het stadsdeel Alkenrath van Leverkusen in de deelstaat Noordrijn-Westfalen. De voormalige waterburcht was een commanderij van de Duitse Orde en ligt dicht bij het zijriviertje de Dhünn van de Wupper.

## Geschiedenis
De naam van het kasteel is te herleiden tot de bouw van een eerdere waterburcht in 1120 door ridder Udo von Moir. Het moerassige land, een bruch of broich (in het Nederlands een broek) voerde naar de naam van de nazaten van Udo von Moir: Moir von dem Broich. De naam Schloss Morsbroich duikt voor het eerst op in een akte uit het jaar 1220. In 1619 kwam de burcht in het bezit van de Duitse Orde. In 1775 werd het kasteel herbouwd als een Maison de plaisance, een lustslot in de rococo-stijl met een park in de Engelse landschapsstijl.
In 1803 werd het bezit van de ridderorde door de Franse bezettingsmacht in het kader van de secularisatie genationaliseerd. In 1807 werd een zwager van Napoleon Bonaparte, Joachim Murat, benoemd tot Graaf van Morsbroich. Na de Tweede Wereldoorlog werd het kasteel eerst gehuurd en in 1974 gekocht door de stad Leverkusen.

## Museum Morsbroich
In het kasteel was van 1951 tot 1982 het stadsmuseum van Leverkusen gevestigd. Sinds 1985 bevindt zich hier het museum voor moderne kunst Museum Morsbroich, alsmede een beeldenpark het Skulpturenpark Schloss Morsbroich met een collectie sculptures van internationale beeldhouwers.